# Erik Munk
Erik Munk, död 1594, var en dansk militär och ämbetsman. Han var far till Jens Munk.
Munk var i sin ungdom i fransk eller spansk krigstjänst och utmärkte sig i försvaret av Norge under nordiska sjuårskriget. Han erhöll flera län i södra Norge och adlades 1580. På grund av klagomål över hans förvaltning blev han avsatt som fogde och fängslades 1586. Munk tog livet av sig i fängelset 1594.